# 짚

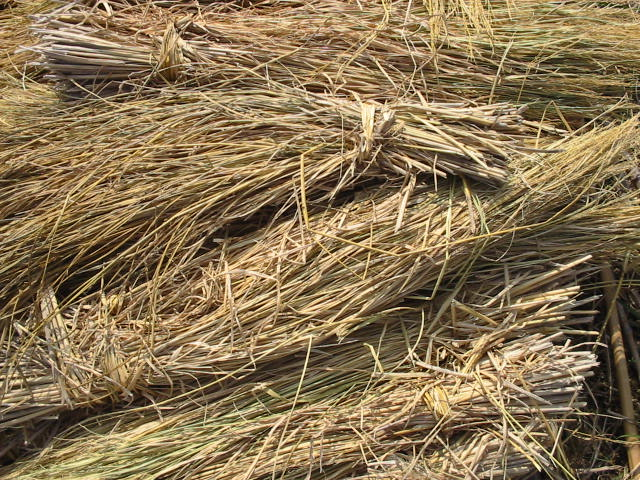
볏짚(벼의 짚)

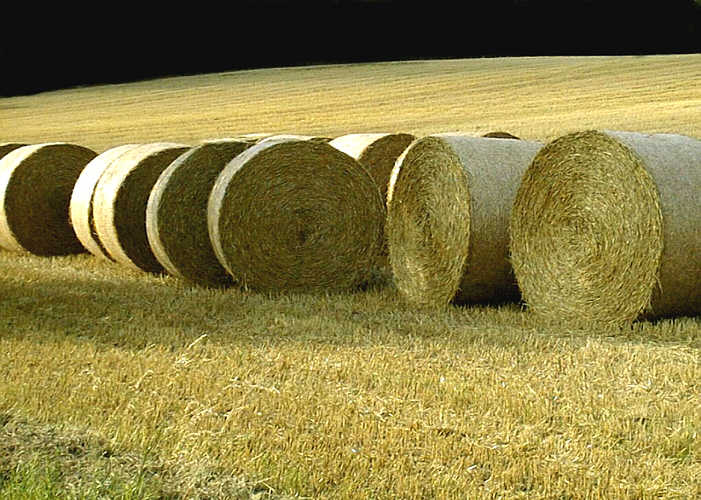
건초더미

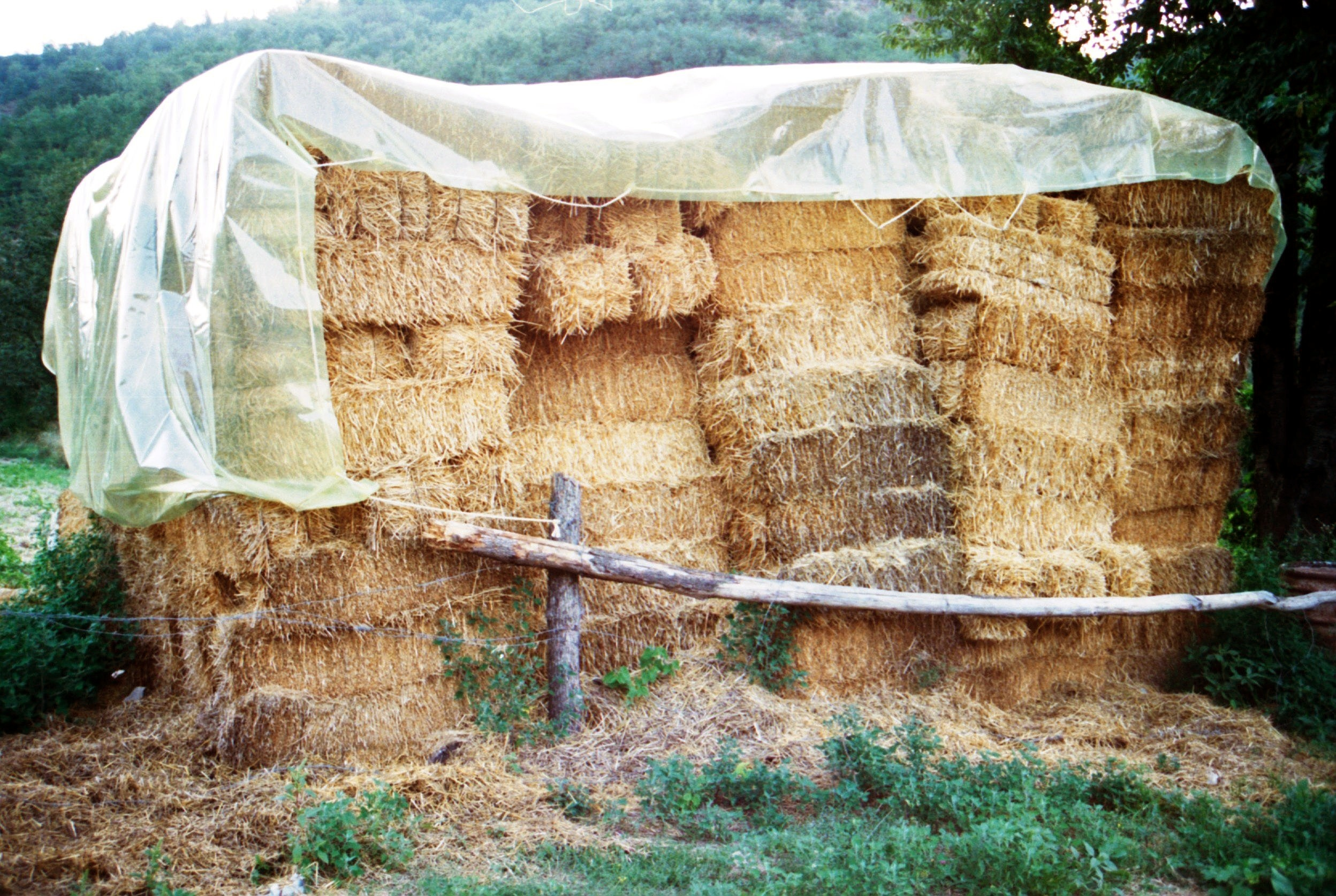
방수포로 덮은 운반용 짚더미

짚(영어: Straw)은 벼, 보리, 밀, 조 따위의 이삭을 떨어낸 줄기와 잎을 말한다. 짚의 낱개를 "지푸라기"라고 한다.
농경사회에서는 오래전부터 추수를 하고 남은 짚으로 여러 가지 생활용품을 만들어 사용해 왔다. 예를 들어 초가집의 지붕이나, 짚신, 도롱이 등을 만들었으며, 가축인 소의 여물로도 쓰였다.

## 용도
- 연료
- 먹이 (사료)
- 제지
- 짚공예
- 원예농업
  - 짚은 오이집에 쓰이며, 버섯 기르는 데에도 쓰인다.
  - 딸기 아래의 흙은 짚으로 덮여 있어 딸기의 잘 익은 소과실이 더러운 데로부터 보호를 받는다.
  - 겨울철 나무 줄기에 짚을 덮어 기생충을 유인하는 덫으로 사용한다.
  - 뿌리 덮개를 만드는 데도 짚은 훌륭한 재료이다.
- 부식 제어

## 볏짚
벼에서 낟알을 떨어내고 남은 줄기는 특별히 볏짚이라고 부른다.

## 같이 보기
- 건초